# Parafia Podwyższenia Krzyża Świętego w Rejowcu Fabrycznym
Parafia Podwyższenia Krzyża Świętego w Rejowcu Fabrycznym – parafia rzymskokatolicka w Rejowcu Fabrycznym, należąca do dekanatu Chełm – Zachód w archidiecezji lubelskiej.

## Historia
W 1962 roku Rejowiec Fabryczny uzyskał prawa miejskie, na którego terenie powstała cementownia „Pokój” i osiedla robotnicze. W 1975 roku wikariusz parafii w Pawłowie ks. Henryk Kapica, otrzymał polecenie zorganizowania nowej parafii. Najpierw zakupiono dom z budynkiem gospodarczym, w którym urządzono kaplicę, a we wrześniu otwarto punkt katechetyczny. Przez kilka lat trwały prześladowania przez funkcjonariuszy SB. W 1979 roku otrzymano zgodę na budowę kościoła, a w 1980 roku otrzymano działkę pod budowę. 
1 czerwca 1981 roku dekretem bp Bolesława Pylaka została erygowana parafia pw. Podwyższenia Krzyża Świętego z wydzielonego  terytorium parafii św. Jana Chrzciciela w Pawłowie i Rejowiec Osada. Kościół parafialny wybudowany w latach 1983-1994 według projektu architekta Stanisława Machnika. 5 czerwca 1994 roku odbyła się konsekracja kościoła, której dokonał abp Bolesław Pylak.
Proboszczowie
1981–2001. ks. kan. prał. Henryk Kapica.
2001–2016. ks. kan. Fryderyk Gorajczyk.
2016– nadal ks. kan. Marek Józef Chodorowski.